# Liste des lieux patrimoniaux de Kootenay Boundary
Cet article recense les lieux patrimoniaux du district régional de Kootenay Boundary inscrit au répertoire des lieux patrimoniaux du Canada, qu'ils soient de niveau provincial, fédéral ou municipal.

## Liste des lieux patrimoniaux
| [ 1 ] | Lieu patrimonial                       | Illustration | Municipalité | Adresse              | Coordonnées      | No   | Constr. | Prot.                                 | Rec. | Notes |
| ----- | -------------------------------------- | ------------ | ------------ | -------------------- | ---------------- | ---- | ------- | ------------------------------------- | ---- | ----- |
| F     | Gare ferroviaire du Canadien Pacifique | Téléverser   | Grand Forks  | 7654 Donaldson Drive | 49.032 -118.465  | 6702 | 1900    | GFP                                   | 1991 |       |
| F     | Palais de justice de Rossland          | Téléverser   | Rossland     | 2288 Columbia Street | 49.0769 -117.796 | 7838 | 1901    | LHN                                   | 1980 |       |
| P     | Rossland Miners Union Hall             | Téléverser   | Rossland     | 1795 Columbia Avenue | 49.077 -117.805  | 6175 | 1898    | Provincial Heritage Site (Designated) | 1983 |       |